# SIKART
SIKART是瑞士和列支敦斯登就視覺藝術的一个传记辞典和数据库。它由瑞士艺术研究所（SIAR）在线发布。在概念和内容上，它是SIAR在1998年的《Biographical Lexicon of Swiss Art》（瑞士艺术传记辞典）的扩展和不断更新的在线版本，其中包含1.2万个短篇条目和1100个详细的个人介绍。

## 范围
SIKART指出，它是针对专家和对艺术有兴趣的广大市民成员，其涵盖瑞士和列支敦士登在绘画、素描、雕刻、雕塑、影像艺术、裝置藝術、摄影、行为艺术和互联网艺术领域工作的专业艺术家，但不包含从事应用艺术领域（平面艺术、設計、钟表铸造、黄金加工、陶艺、纪录片摄影等）的艺术家。
内容是以与艺术家最相关的语言撰写：法语、意大利语或德语。根据艺术家的重要性，这些艺术家会被评定一到五颗星，从而决定记载的深度。对于SIKART中的所有艺术家，数据库中将记录名称（和任何变体）、生卒日期、个人简历、关键词及描述、辞典条目、参考书目，以及链接到艺术家的网站（如果有）。对于评定为三到五星的艺术家，还将提供两到四页的传记文章，以及他们作品的数字副本。

## 资金
SIKART由瑞士联邦、瑞士州和个人捐助者资助。该网站可以免费访问，但在启动之初，SIAR的确收取费用，以使SIKART能够独立于公共资金运营。

## 脚注
1. ↑  Jost, Karl. Schweizerisches Institut für Kunstwissenschaft , 编. . Verlag Neue Zürcher Zeitung. 1998. ISBN 3-85823-673-X.
2. ↑  . SIKART.   [2017-06-09]. （原始内容存档于2015-06-02）.
3. ↑  .   [2017-06-09]. （原始内容存档于2006-11-11）.